# Acervo etnográfico Curt Nimuendajú
O acervo etnográfico Curt Nimuendajú é uma coleção etnográfica do Museu Paraense Emílio Goeldi, formada por instrumentos musicais ancestrais, cultura material, de indígenas residentes na Amazônia do Brasil e do Peru, juntado pelo etnólogo alemão Curt Nimuendajú. Acervo tombado como patrimônio em 1938.

## Acervo
O acervo de Curt Nimuendajú é formado pelos seguintes instrumentos musicais do tipo aerofones, membranofones e, idiofones: maracá (MPEG, não tombado); colar-apito (MPEG n.º 858; 860; 10559; 10905); flauta transversal  (MPEG nº 10 580 e 11 354); trompete ou buzina/jimi’à (MPEG nº 10567 e 11360), e; tambor /tamor ou tamorim (MPEG nº 886).
Mas o acervo regional antropológico do museu MPEG, foi formada no século XIX, contém aproximadamente 16 mil peças de três áreas: indígena, cabocla e, africana, que foi inicialmente catalogado em 1921 por Curt Nimuendaju .

## Tombamento
O acervo foi tombado como patrimônio histórico e cultural em 1938 pelo Instituto de Patrimônio Histórico e Artístico Nacional (IPHAN).